# کاروانسرای میاندشت
کاروانسرای میاندشت مربوط به دوره صفوی - دوره قاجار است و در شاهرود، شرق شهر واقع شده و این اثر در تاریخ ۱۴ شهریور ۱۳۵۶ با شمارهٔ ثبت ۱۴۳۹ به‌عنوان یکی از آثار ملی ایران به ثبت رسیده‌است.
کاروانسراهای میان‌دشت در دهکده میان‌دشت میامی در هفت فرسخی شرق میامی واقع است. در آنجا سه کاروانسرا وجود دارد که یکی از آنها کاروانسرای شاه عباسی و دو کاروانسرای دیگر را حسین‌خان نظام‌الدوله در دوره قاجاریه ساخته‌است.
شیوه ساخت این کاروانسراها در کتاب مطلع الشمس به گونه مشروح و پردامنه بیان شده‌است. بر پایه نوشته نویسنده کتاب در سه کاروانسرای میان‌دشت و بیرون آنها ۲۰٬۰۰۰ زائر می‌توانستند خانه نمایند. تاریخ بنای کاروانسرای میانی را ملک الشعرای صبوری پدر ملک الشعرای بهار به شعر آورده و بر سردر کاروانسرای نام برده نگاشته‌اند.

## ثبت در فهرست میراث جهانی
در ۲۶ شهریور ۱۴۰۲ در جریان چهل و پنجمین اجلاس کمیته میراث جهانی یونسکو در ریاض، کاروانسرای میاندشت به‌همراه ۵۳ کاروانسرای تاریخی دیگر (جمعاً ۵۴ کاروانسرا در ۲۴ استان ایران) تحت عنوان کاروانسراهای ایرانی در فهرست میراث جهانی قرار گرفتند. این مجموعه جهانی به عنوان بیستمین و هفتمین اثر جهانی کشور ایران شناخته می‌شود.